# Marie Mathieu
 Marie Lande Mathieu (* 28. November 1956) ist eine ehemalige Leichtathletin aus Puerto Rico, die auf den Sprint spezialisiert war. Sie gewann bei den Zentralamerika- und Karibikspielen Silber- und Bronzemedaillen und nahm auch an den Olympischen Sommerspielen 1984 in Los Angeles teil. Ihre Schwester Evelyn war ebenfalls als Leichtathletin aktiv.

## Sportliche Laufbahn
Mathieu gewann bei den Zentralamerika- und Karibikspielen 1982 in Havanna Silber mit der 4-mal-400-Meter-Staffel sowie zweimal Bronze über 100 und 200 Meter.
Bei den Olympischen Sommerspielen 1984 erreichte sie über 400 Meter das Halbfinale, schied aber mit einer Zeit von 53,69 s aus. In der 4-mal-400-Meter-Staffel schaffte sie zusammen mit ihrer Schwester und den anderen Läuferinnen ihres Teams mit einer Zeit von 3:37,39 min die Qualifikation für den Endlauf. Weil sich die eigentlich für die Staffel gemeldete Madeline de Jesús beim Weitsprung verletzt hatte und nicht mehr fit fühlte, war stattdessen deren nicht für den olympischen Wettbewerb gemeldete Zwillingsschwester Margaret unter ihrem Namen angetreten. Dieser unzulässige Tausch wurde zunächst nicht bemerkt. Als der Cheftrainer Puerto Ricos von dem Betrugsversuch erfuhr, nahm er das gesamte Laufteam aus dem Wettbewerb, das somit nicht im Finale antrat. Mathieu wurde ebenso wie ihre Staffelkameradinnen Angelita Lind und Evelyn Mathieu für ein Jahr gesperrt.

## Persönliche Bestleistungen
- 400 Meter: 53,27 s, 4. August 1984 in Los Angeles, USA

## Ehrungen
Das Leichtathletikstadion von Toa Baja ist nach Marie Mathieu benannt.